# 覚明
覚明（かくみょう / かくめい、生没年未詳）平安時代末期から鎌倉時代初期にかけての僧。大夫房覚明、信救得業（しんぎゅうとくごう）とも。元は藤原氏の中下級貴族の出身と見られる。源義仲（木曽義仲）の右筆。

## 生涯
『平家物語』「願書」によると、覚明は俗名を道広といい、勧学院で儒学を学び、蔵人などを務めたが、発意あって1140～50年代に出家し、最乗房信救と名乗った。最初は比叡山に入り、南都にも行き来していたという。
治承4年（1180年）の以仁王の挙兵に際し、以仁王の令旨によって南都寺社勢力に決起を促されると、覚明は令旨に対する南都の返書を執筆し、文中で平清盛を罵倒して激怒させた。平氏政権によって身柄の探索を受けた覚明は自ら顔に漆を塗って気触れさせ北国へ逃れ、その過程で源義仲（木曽義仲）の右筆となって大夫房覚明と名乗る。その後、義仲の上洛に同道し、比叡山との交渉で牒状を執筆するなどして活躍した。しかし上洛後、義仲との意見の相違もあり、彼のもとを去った。
義仲死後は元の名の信救得業を名乗り、箱根山に住んだ。鎌倉でも活動しており、『吾妻鏡』建久元年（1190年）5月3日条によると、源頼朝・北条政子夫妻列席の下、頼朝の同母妹である坊門姫の追善供養を行い、足利義兼を施主とする一切経・両界曼荼羅供にも参加している。また同六年（1190年）10月13日条によると、箱根山の外、鎌倉中や近国への出入りを禁止する書状が、別当の行実によってもたらされている。
覚明については謎と伝承に彩られており、その後についても、義仲の遺児にまつわる覚明神社（広島県尾道市向島）の落人伝説や、海野幸長と同一人物とする説、西仏と名乗って親鸞や法然に帰依したとの説もあるが、伝承の域を出ない。仁治2年（1241年）85歳没とする寺伝もあるが、確証はない。木曽の県坂（今の鳥居峠）に御嶽山の遥拝所がある。木曽義仲が挙兵し鳥居峠にて御嶽山に遥拝し願文を大夫房覚明が認めた時の硯水が残っている。広島県尾道市にある覚明神社に主君の木曾義仲、木曾義高と共に祀られている。
文学的才能に長け、箱根神社の縁起を起草し、『和漢朗詠集私注』を著している。その華麗な文才と遍歴は、『平家物語』生成に多くの文書資料、話材を与えたと考えられている。『平家物語』に覚明著とされる願文などが複数収められている事から、物語成立への関与も指摘されている。

## 関連作品
映画
- 『新・平家物語 義仲をめぐる三人の女』（1956年、大映） - 演：大河内傳次郎

テレビドラマ
- 『新・平家物語』（1972年、NHK大河ドラマ） - 演：河原崎国太郎